# Erwin Fieger
Erwin Fieger (10. prosince 1928, Teplá, Československo – 14. dubna 2013, Stuttgart) byl německo-český fotograf.

## Životopis
Erwin Fieger se narodil v roce 1928 v Töplei (dnes Teplá v České republice). Po studiu grafického designu na Státní akademii výtvarných umění ve Stuttgartu v letech 1951 až 1954 byl designérem a spoluautorem výstavy Photokina Magic of Color. V roce 1961 realizoval svou první vlastní výstavu v Landesgewerbe-Museum ve Stuttgartu s názvem Essays in Color. V roce 1964 vyučoval fotografii jako hostující lektor na Hochschule für Gestaltung v Ulmu a v roce 1969 byl zvolen fotografem roku v severských zemích. Kromě četných vyznamenání, jako je kulturní cena Německé společnosti pro fotografii v Kolíně nad Rýnem za zásluhy o pokrok v barevné fotografii, mu byla v roce 1988 udělena čestná cena Německé kulturní ceny od Mnichovské nadace pro podporu kultury. Kvůli neopravitelnému poškození zraku musel v roce 2004 po své poslední výstavě svou fotografickou práci ukončit.

## Vyznamenání
Fieger byl čestným členem Profesní asociace fotografů a filmových designérů na volné noze (BFF, Berufsverband Freie Fotografen und Filmgestalter).

## Výstavy a účast na výstavách (výběr)
- Magie der Farbe (Kouzlo barev). Designér a spoluautor výstavy „photokina“, Kolín 1960, oceněn plaketou Mana Raye
- Eseje v barvě. Landesgewerbe Museum, Stuttgart 1961
- Eseje v barvě. Designér a spoluautor výstavy "photokina", Kolín 1966
- Umělecký dozor nad německým pavilonem na Expo '70 (první světová výstava v Japonsku) spolu se skladatelem Karlheinzem Stockhausenem, malířem a objektovým výtvarníkem Heinzem Mackem a scénografem prof. Minksem, Osaka 1970
- Časové profily. Muzeum Ludwig v Kolíně nad Rýnem; 30 let kulturní cena Německé společnosti pro fotografii. Příspěvek E. Fiegera: Žít a umírat na Ganze, Kolín 1988[2]
- Samostatná výstava. Galerie Fotografie am Schiffbauerdamm, Berlín 2004